# Emilio Canevari
Emilio Canevari (Pieve Porto Morone, 21 gennaio 1880 – Roma, 20 aprile 1964) è stato un sindacalista e politico italiano.

## Biografia
Nei primi anni del XX secolo fu tra i promotori del movimento cooperativo nel Pavese.
Fu eletto deputato del Partito Socialista Italiano nel 1919 e nel 1921. In quegli anni denunciò in Parlamento la violenza dello squadrismo agrario al servizio di latifondisti che era esplosa nella Lomellina.
Nel 1922, a seguito dell'espulsione dal PSI della componente riformista, aderì al Partito Socialista Unitario di Matteotti, Turati e Treves. Fu sottoposto a diverse aggressioni degli squadristi di Cesare Forni, rampollo di un potente fittavolo ma che rispettava il coraggio del Canevari al punto di risparmiargli un spedizione punitiva mortale obbligandolo a fuggire. Nel 1923 emigrò in Francia e nel 1926 tornò in Italia dove, a seguito dell’emanazione delle "Leggi eccezionali", fu arrestato e condannato a 5 anni di confino: passò un anno nelle isole.
Fece parte della Massoneria, fu iniziato il 21 novembre 1912 nella loggia di Biella "La Vérità" .
Durante la seconda guerra mondiale riprese l’attività antifascista clandestina e fu di nuovo arrestato, ma tornò libero alla caduta di Mussolini.
Stabilitosi a Roma e ripresi i contatti politici, Canevari durante l’occupazione nazifascista della Capitale rappresentò, assieme a Bruno Buozzi, il Partito Socialista Italiano di Unità Proletaria - PSIUP nelle trattative che si conclusero con la rifondazione della CGIL unitaria.
Il 9 giugno 1944, a seguito dell'uccisione di Buozzi da parte dei tedeschi in fuga a La Storta, in qualità di esponente del PSIUP, insieme a Giuseppe Di Vittorio per il PCI ed Achille Grandi per la DC firmò il Patto di Roma, che sancì l'unità sindacale e la ricostituzione della CGIL.
Nel 1947, dopo la scissione di Palazzo Barberini, aderì al Partito Socialista dei Lavoratori Italiani di Giuseppe Saragat.
Fu nominato quattro volte sottosegretario:
- all'Interno nel II Governo Bonomi (giugno-dicembre 1944);
- ai Lavori Pubblici nel IV Governo De Gasperi (maggio 1947 - maggio 1948);
- all'Agricoltura e Foreste nel V e nel VI Governo De Gasperi (1948-1951).